# Roberto Kelly Vásquez
Roberto Tomás Kelly Vásquez (Santiago, 20 de junio de 1920-ibidem, 7 de diciembre de 2012) fue un marino, empresario y consultor chileno, estrecho colaborador de la dictadura militar de Augusto Pinochet.
Destacó como articulador del grupo de economistas liberales que redactó El ladrillo, texto que aglutinó las políticas económicas de libre mercado que aplicó la administración de facto a partir de mediados de los años '70.
En dicho periodo ocupó el cargo de ministro de Estado en dos carteras técnicas: Odeplan y Economía.

## Familia
Nació del matrimonio conformado por Roberto Kelly Gray -hijo de un marino irlandés que participó en la Guerra del Pacífico- y Ceferina Vásquez Gallegos.
Su padre, sordo, al igual que la madre, fue fundador de la Asociación Nacional de Sordomudos de Chile y empleado del Ministerio de Hacienda por casi tres décadas. 
Casado desde 1946 con Ruby Jara Berríos, tuvo siete hijos: Rolando, Roberto, Jorge Patricio, Maureen, Ruby, Cristián y Jacqueline.

## Carrera en la Armada
Su infancia transcurrió en varios establecimientos educacionales de la capital, entre los que se destacan el Instituto Nacional General José Miguel Carrera y el Internado Nacional Barros Arana. A los 13 años de edad dejó esta última entidad para incorporarse a la Escuela Naval Arturo Prat, en Valparaíso, hasta donde llegó gracias a una carta de recomendación de Gustavo Ross, ministro de Hacienda de la época.
En 1940 egresó como oficial único de cubierta y de máquinas y en 1945 ascendió a teniente primero. Su especialidad fue el submarinismo. En 1965 fue nombrado comandante primero del Buque escuela Esmeralda, navío de instrucción de la Armada de Chile. En 1966 fue designado director del personal de la Armada y en marzo de 1968 pasó a retiro, con el grado de capitán de navío, tras lo cual se incorporó a la empresa privada.

## Colaborador del régimen militar
Arribó al gobierno militar con el mismo golpe de Estado que derrocó al presidente Salvador Allende, en septiembre de 1973. Ocupó entonces el cargo de ministro director de la Oficina de Planificación Nacional (Odeplan), germen del Ministerio de Desarrollo Social, a instancias del almirante José Toribio Merino, miembro de la Junta de Gobierno. En esta repartición trabajaría y trabaría estrecha amistad con el economista Miguel Kast.
En los meses previos a la intervención armada jugó un rol clave al ser uno de los impulsores de la formulación de un plan económico inspirado en ideas liberales que sustituyera el modelo implantado por la administración de la Unidad Popular. Este esfuerzo daría lugar a El ladrillo, texto que sirvió como hoja de ruta para la nueva administración.
Entre 1978 y 1979 se desempeñó como ministro de Economía, Fomento y Reconstrucción. Tras ello pasaría una vez más al sector privado como empresario y consultor.